# Perieni
Perieni es una comuna ubicada en el distrito de Vaslui, Rumania.

## Superficie
Posee una superficie de 62,04 kilómetros cuadrados.

## Demografía
Hasta 2021 la población era de 3580 habitantes, con una densidad de población de 57,70 habitantes por kilómetro cuadrado.